# 青之壬生浪
《青之壬生浪》是安田剛士所創作的日本漫畫，開始連載於《週刊少年Magazine》2021年第46號。

## 劇情簡介
「壬生浪」是新選組的前身「壬生浪士組」的通稱。永倉新八是一位年長的前新選組成員，他在江戶時代幕末的動盪中倖存下來，並成為劍道場的教練，他教導的孩子們一直纏著他談論新選組。因此，他決定透露一些他從未告訴過任何人的特別故事（無法青史名留的三匹狼）。故事發生在江戶時代末期的京都，時間是1863年3月，當時的新選組還是壬生浪士組，並從一個名叫「仁央」的男孩的視角，從中描述新選組的故事。

## 角色列表

### 壬生浪士組
壬生浪的主要成員是三匹狼（田中太郎、齋藤一〔次郎〕、花散仁央）、水戶浪士＆脱藩（芹澤五人眾：芹澤鴨、野口健司、新見錦、平山五郎和平間重助）、近藤派（江戶試衛館【多為天然理心流門人和門客】：近藤勇〔江戶百姓〕、土方歲三〔江戶百姓〕、沖田總司〔白河脫藩〕、原田左之助〔伊予松山脫藩〕、藤堂平助〔旗本〕、山南敬助〔仙台脫藩〕、井上源三郎〔江戶八王子千人同心〕和永倉新八〔松前脫藩〕）所組成的武士團體。後被松平容保正式收編，此後壬生浪士組協助會津藩維持治安。
花散仁央（聲：梅田修一朗）
擁有白色的頭髮和藍色的眼睛，他有強烈的正義感，個性善良誠實。遇見了日後成為新選組的「壬生浪士組」（通稱“壬生浪”）的土方和沖田，並決定加入壬生浪士組（三匹狼之一）。为了和平与正义，打算與壬生浪共同创造更美好的世界。
土方歲三（聲：阿座上洋平）
表情嚴謹，相貌相当帅气，是一個覺得仁央和自己很相似，並把他帶入壬生浪士組的武士，一样思考着怎麼讓“让世道变得更好”。歷史記載别稱讳“义丰”，雅号“丰玉”，化名“内藤隼人”。出生於武藏國多摩郡石田村，家世為平民（農家子弟），是十個兄弟姊妹中年紀最小的老么。剑术过人，且工于心计，是个善于谋略的剑术家与兵法家，在壬生浪中担任出谋划策的军师角色。为幕末之佐幕派大将，在明治维新時期直至最后一刻，他成为德川幕府和武士道精神的代表人物。
沖田總司（聲：小野賢章）
外表极其清秀帥氣，长髮飘逸，友善温柔，總是微笑，只想與強者戰鬥的武士。歷史記載其别名有“宗次郎”（幼名）、“藤原春政”、“藤原房良”，为陆奥国白河藩士冲田胜次郎之长子、有两个姊姊（冲田光1833-1907，冲田金1836-1908）。在剑术上的造诣有極高的天份，招式相传神速无敌，使人防不勝防。在壬生浪中是数一数二的天才剑士。平时他性情温和、言谈幽默的与人交往，即使是临敌之时也能谈笑自如，从容冷静。但一交战变得与平时截然不同，能全力以赴将敌人斩杀。
近藤勇（聲：杉田智和；佐佐木惠美（幼少期））
一個在身體和靈魂上都努力成為武士的男人。出生於武藏國多摩郡石原村，歷史記載為農民宮川久次郎之三男，幼名“勝五郎”，後來依序改名為“岛崎勝太”→“岛崎勇”（近藤周助〔聲：菊池康弘〕的宗家—岛崎家收为养子）→“近藤勇”（正式成为近藤家养子）。讳“昌宜”，另有別稱“大久保刚”、“大久保大和”，他有著純真、為人正直的性格，劍術卻是壬生浪士組中數一數二的。他以江戶劍術道場試衛館校友組成“近藤派”，自己擔任天然理心流的第四代宗師。
芹澤鴨（聲：竹內良太）
常陸國行方郡芹澤村出生，芹澤貞幹的第三子。讳为“光干”／幼名“龙寿”。曾为水户藩天狗（水户藩尊皇激进派）组成员。劍術具有「神道無念流」的功夫，芹澤五人眾之一，與新見錦、野口健司、平間重助和平山五郎，都是水戶出身，所以五人的關係特別要好。他殺死了浪人組的成員殿内義雄。即使背地裡扮演肮脏的角色，但也有关心壬生浪的一面。
齋藤一（聲：小林千晃）
擅長劍術「居合」，實力可與大人相比。由於過去的經歷，對「力量」有一種執念。是左撇子（這個說法來自於子母澤寛的《新選組物語》，此外当时的社会不接受左撇子，所以左撇子一般也训练用右手使剑），性格冷淡沉默，外冷内热，年齡與太郎和仁央相同（三匹狼之一），本名“次郎”，在將他撫養長大的“初代（第一代）齋藤一”去世後，把他託付給近藤，並開始自稱“第二代齋藤一”。
田中太郎（聲：堀江瞬）
他曾過著颠沛流离的艱苦生活，受到現實残酷的对待。因此對「生命」有著強烈的執著。被芹泽捡到，成为壬生浪的一员（三匹狼之一）。
永倉新八（聲：津田健次郎）
故事的敘述者，松前藩江户定府代理永仓勘次的次男，幼名“榮吉”、“榮治”，諱“載之”，成年後改名為“新八”。他嚴肅而有禮貌，是壬生浪士組為數不多的真正武士之一，常和左之助一起行动。雖為試衛館門客，但與芹澤鴨同樣有神道無念流免許皆傳的認可與實力。經歷「血之立志團」事件後，開始綁頭髮、剃鬍子，性格也變得更加嚴肅。
原田左之助（聲：岩崎諒太）
伊予松山藩出身。諱為“忠一”。一個刺蝟頭髮型的熱血男人，腹部有一道細長的一字型傷疤（有一次壬生浪的成员聚在一起喝酒慶祝加入會津藩時，開心之餘並秀出來向仁央炫耀），常和新八一起行动。是壬生浪士組最優秀的武術家，他更擅長使用槍而不是刀，說過「揮舞刀劍不錯，但槍更好駕馭」的話。過去以作為種田流槍術（寶藏院流）的槍術高手而聞名，得到免許皆傳的資格。因此才得以化解「血之立志團」的成員之一獵犬的攻勢。
山南敬助（聲：河西健吾）
全名“山南敬助藤原知信”，出身於陸奧仙台藩，以豐富的知識和高智商，支持壬生浪士組的參謀。個性溫厚，但當他發脾氣時，也有可怕的一面。
藤堂平助（聲：戶谷菊之介）
一個轻浮没有女性缘的武士，为了受欢迎而进入壬生浪士組，其剑术实力是有保证的，具有「北辰一刀流」的功夫。曾喜歡過一個女人而後失戀，因此決定把頭髮剃成武士髮髻（月代）。
井上源三郎（聲：杉山紀彰）
他是一個安靜勤奮的人，井上藤左卫门的三儿子，出生于多摩郡日野宿，讳“一武”。實際上是一個酒量很好的人。
新見錦（聲：梅原裕一郎）
芹澤五人眾之一，与芹泽关系最为密切。水户藩出身，号“锦山”。一個留著月代頭的男子，是一个尽心完成职责的人。
野口健司（聲：大野智敬）
芹澤五人眾之一，水户藩出身，諱“政詰”，性格比较老实。
平間重助（聲：前田雄）
芹澤五人眾之一，水户藩出身，一個豎髮的男子，常和平山一起出场。
平山五郎（聲：乃村健次）
芹澤五人眾之一，水户藩出身，一個留著鬍子的獨眼男子，常和平間一起出场。
殿内義雄（聲：朝霧友陽）
他是壬生浪士組中第一個接受內部清洗的成員。被芹澤殺死（歷史紀錄文久3年（1863年）3月25日，是被近藤勇殺害〔另有一說是被近藤勇和沖田總司襲擊，被沖田殺死〕）。屍體被太郎和仁央抬到四條大橋，偽裝成被竊賊攻擊的旅行者。芹澤本人只說原因是“醉酒時砍人”，但由於他手裡有一封證明他背叛了壬生浪士組的信，因此仁央推測芹澤是為了保護壬生浪。

### 會津藩
松平容保（聲：石井真）
擔任京都守護職的會津藩藩主。帶領武士來到京都，維護京都的治安。
藤田（聲：濱田賢二）
會津藩的武士。他的一個同鄉朋友串部被「五個惡魔」殺害。

### 五個惡魔
五名刺客襲擊了會津藩的家臣，並從屍體上奪走雙眼。皆被壬生浪制伏。
木村寿太郎（聲：宮本充；國府咲月（幼年期））
企圖推翻幕府的長州愛國志士。他們願意做出犧牲，欲將外國勢力驅逐自己的國家。被稱為「五個惡魔」的刺客之一。與沖田總司的單挑中，被對方疾如雷電般的劍術一刀斃命。
京四郎（聲：櫻井透）
企圖推翻幕府的薩摩愛國志士。持有兩把刀（脇差）的忍者。被稱為「五個惡魔」的刺客之一。與齋藤一（次郎）在屋頂上決鬥，被對方一腳從屋頂踢下。
六平（聲：今井文也）
被稱為「五個惡魔」的刺客之一。被酒醉的芹澤鴨打倒在地，還差點被砍死而昏過去，被壬生浪擒拿。
權藏（聲：齋藤志郎）
是個慈眉善目的老人，被稱為「五個惡魔」的刺客之一。在水田屋旅店被壬生浪拿下。
宗助（聲：濱野大輝）
被稱為「五個惡魔」的刺客之一。右眼有疤，和同伴們失去聯絡，試圖逃離京城，最終擺脫不了壬生浪的圍捕。仁央向他發起一對一的對決，被逮捕歸案。

### 幕府
菊千代（聲：緒方惠美）
後來的江户幕府第14代将軍・德川家茂。是一个善良的人，无论他人的地位如何，都会为他人着想。在攘夷的时机高涨的情况下，他为了国家的未来而奔走。
影丸（聲：吉永拓斗）
菊千代（德川家茂）的家臣，其家族皆為服侍江户幕府，擔任菊千代（德川家茂）的替身，外表和行為舉止相似，但臉型和五官不像。

### 血之立志團
由因各種原因失去社會地位的前武士所組成的團體。無論個人的意識形態如何，唯一的目的就是摧毀當前的幕府統治。成員有八人，分別為「鈴蘭」、「鈍心」、「煽動」、「獵犬」、「寡默」、「夜叉」、「煙火師」以及「武士」。
京八直純（聲：稻田徹；石上靜香（幼少期））
揮舞著6尺（約182公分）長刀，臉部鼻樑正上方有×形狀的疤痕，以菊千代（德川家茂）的生命為目標的武裝男子。是京都流傳已久的京八流劍術道場的長子，陽太郎無血緣關係的的哥哥。視土方歲三為對手，「八顆頭」之「武士」。在與壬生浪的戰鬥中，與芹澤鴨在三條大橋展開了殊死搏鬥，被對方砍成致命傷，剩下最後一口氣並在土方的見證下死去。
彩芽（聲：上村祐翔；淺見香月（幼少期））
「血之立志團」的成員之一，與直純一起行動的青年。喜歡穿玫瑰色和服，有時他也會表現出冷酷的一面，沒有左手臂，「八顆頭」之「鈴蘭」。在與壬生浪的戰鬥中，他在松原橋和齋藤一（次郎）單挑中，被新見錦打昏而敗北。
煽動（聲：中島良樹）
「血之立志團」的成員之一，一位長髮英俊的年輕人。在與壬生浪的戰鬥中，他在四條大橋遇到土方歲三和野口健司，和土方歲三進行單挑後而敗北。
獵犬（聲：鹽屋翼）
「血之立志團」的成員之一，一位使槍的老人。因自己兒子和孫子都被武士無故所殺，但對方卻被幕府判處流放並沒有切腹，為了報仇而離開家鄉，沿途看見對於那些名義上的武士無故殺戮感到強烈的憤恨，他祈願武士時代的復興。並因在賭場赌博（玩丁半）而結識了永倉新八和原田左之助。在與壬生浪的戰鬥中，他在二條大橋遇到新八和左之助並改變了主意，但被夜叉當作叛徒殺死。
煙火師（聲：山根雅史）
「血之立志團」的成員之一。他也是「京八館」的弟子。為了追求自由，他離開了自己的領地。戰鬥中，在丸太町橋與平間重助和平山五郎進行對峙，後被從荒神橋趕來的沖田總司與藤堂平助斬殺。
夜叉（聲：木村良平）
「血之立志團」的成員之一。擅長劍術「居合」，並認為「適者生存」是武士的法則。在與壬生浪的戰鬥中，他殺死獵犬，但卻招致了新八的憤怒，被對方殺死。
寡默
「血之立志團」的成員之一。是一個安靜又神秘的人。與壬生浪的戰鬥中，在五條大橋遇到山南敬助和井上源三郎，被山南敬助砍傷後逃跑。
京八陽太郎（聲：宮野真守；松田利冴（幼少期））
直純無血緣關係的弟弟，經營道場「京八館」的京八流的館主，他是個心地善良的年輕人，卻因此被學生看不起。不過他的劍術可以與近藤勇相提並論，因而深受直純的器重。由於對他的弟子們參與京都縱火一事負有督導不周的責任，他違背自己的意願加入了「血之立志團」，「八顆頭」之「鈍心」。和近藤的劍道挑戰中獲勝，但與壬生浪的戰鬥中，與近藤展開了殊死搏鬥被殺。
京八凪（聲：安濟知佳）
直純的弟媳，陽太郎的妻子，嫁入京八家。她懷上了陽太郎的孩子並分娩，卻為了孩子的出生而死去。

### 其他人物
婆婆（聲：定岡小百合）
經營糰子店「花散屋」的老婆婆，收養了孤兒仁央和彩葉，並撫養長大。三人雖然沒有血緣關係，但有著如同真正家人的情感。
花散彩葉（聲：夏吉優子）
仁央的妹妹。兩人一起由婆婆撫養長大，她很有禮貌。仁央加入壬生浪後，自己則是被一位姓名不詳的貴族收留當養女。
世都（聲：村瀨步）
大型綢緞店「二條通的鶴屋」的兒子。他的母親是英國人，所以有金髮和藍眼睛。
櫻（聲：高橋李依）
鐵匠學徒。她欽佩她的師傅與作為「日本最好的刀匠」。家世是花道名門，年少時她因見到與作打造的武士刀而深受感動，所以向家人提出想成為刀匠的意願，但雙方理念不同導致自己被逐出家門、斷絕關係，並在與作的刀劍鋪當學徒，也學到了鍛造高品質刀劍的技術，因身為女兒身，導致刀劍鋪沒顧客上門。與作讓土方免費帶走她打造的一把刀，並希望多關照櫻的生意。
與作（聲：長野伸二）
技藝精湛的刀匠。自從櫻成為學徒之後，顧客因由於「這些刀劍是由女刀匠打造的」這種偏見，就不再來店裡了，店鋪也變得年久失修。雖然他對櫻很嚴厲，但實際上承認她是自己的弟子，當土方同意使用櫻的刀時，他比她更早流淚。
蛇（聲：鯨）
一個高大而神秘的人，是安排各種骯髒工作（包括暗殺）的僱主。知曉有兩個齋藤一的秘密。
齋藤一（聲：田中正彦）
歷史上被稱為「新選組的齋藤一」的人物。他曾在江戶殺死一名武士，因害怕遭到報復而逃往京都。靠著蛇安排的工作賺錢，那時收留並撫養一個在事故中失去父母的男孩“次郎”。也教導次郎接受嚴格的居合道和武士道訓練，後前往壬生村，並在那裡認識江戶試衛館的近藤勇。然而，他在途中因保護次郎而受了致命傷，在近藤出手相助後，最終將一個自稱“第二代齋藤一”的男孩次郎託付給他。是會津藩藤田的老朋友。
姊小路公知（聲：平川大輔）
是薩摩藩愛國人士尊崇為大師的貴族，擅長蹴鞠。他雖然年僅23歲，但卻是朝廷排外派的領袖。之後在京都朔平門外被刺客襲擊（朔平門外之變），逝於自宅。刺客據稱是幕末四大人斬之一的薩摩藩士田中新兵衛，案發現場留著他的刀鞘，但是田中在調查的過程中自殺。

## 出版書籍
青之壬生浪
| 卷數 | 講談社         | 講談社                 |
| 卷數 | 發售日期       | ISBN                   |
| ---- | -------------- | ---------------------- |
| 1    | 2022年2月17日  | ISBN 978-4-06-526646-5 |
| 2    | 2022年4月15日  | ISBN 978-4-06-527527-6 |
| 3    | 2022年6月17日  | ISBN 978-4-06-528177-2 |
| 4    | 2022年8月17日  | ISBN 978-4-06-528655-5 |
| 5    | 2022年10月17日 | ISBN 978-4-06-529485-7 |
| 6    | 2022年12月16日 | ISBN 978-4-06-529940-1 |
| 7    | 2023年2月17日  | ISBN 978-4-06-530525-6 |
| 8    | 2023年4月17日  | ISBN 978-4-06-531237-7 |
| 9    | 2023年6月15日  | ISBN 978-4-06-531891-1 |
| 10   | 2023年9月14日  | ISBN 978-4-06-532889-7 |
| 11   | 2023年11月16日 | ISBN 978-4-06-533546-8 |
| 12   | 2024年2月16日  | ISBN 978-4-06-534557-3 |
| 13   | 2024年4月17日  | ISBN 978-4-06-535178-9 |
| 14   | 2024年7月17日  | ISBN 978-4-06-536160-3 |

青之壬生浪─新選組篇─
| 卷數 | 講談社         | 講談社                 |
| 卷數 | 發售日期       | ISBN                   |
| ---- | -------------- | ---------------------- |
| 1    | 2024年9月17日  | ISBN 978-4-06-536761-2 |
| 2    | 2024年11月15日 | ISBN 978-4-06-537425-2 |
| 3    | 2025年1月17日  | ISBN 978-4-06-538074-1 |
| 4    | 2025年3月17日  | ISBN 978-4-06-538711-5 |
| 5    | 2025年5月16日  | ISBN 978-4-06-539356-7 |
| 6    | 2025年7月16日  | ISBN 978-4-06-540006-7 |

## 電視動畫
2023年9月14日，宣佈將獲改編為電視動畫，第1季於2024年10月至2025年3月播出。第2季「芹澤暗殺篇」預定於2026年冬播出。

### 製作人員
- 原作：安田剛士
- 導演：羽原久美子
- 系列構成：豬原健太
- 人物設定：大場優子、西田美彌子
- 音響監督：龜山俊樹
- 音樂：林友樹
- 製作公司：MAHO FILM[9]
- 製作：「青之壬生浪」製作委員会

### 主題曲
第1季
片頭曲
青（第1～12話）
演唱：SPYAIR，作詞：MOMIKEN，作曲：UZ，編曲：UZ、tasuku
OOKAMI（第13～24話）
演唱、作詞：梅田密碼，作曲：banvox、梅田密碼
片尾曲
UNBREAKABLE（第1～12話）
演唱：THE JET BOY BANGERZ，作詞、作曲：Dvii、中山翔吾、Ryo Ito，編曲：中山翔吾
フラグメント（第13～24話）
演唱：osage，作詞、作曲：、須藤優，編曲：osage、須藤優

### 各話列表
| 第1話  | 壬生浪與少年   | 豬原健太 | 羽原久美子 | 羽原久美子、日下直義                                   | 出口花穗、大場優子、廣瀨良雄、豬瀨愛美、青木真理子、飯飼一幸、櫻井木之實、關口雅浩、南伸一郎 | 出口花穗、廣瀨良雄、大場優子、豬瀨愛美、舛館俊秀                                 | 2024年 10月19日 |
| 第2話  | 可以落淚的世界 | 豬原健太 | 森健       | 日下直義                                               | 櫻井木之實、關口雅浩、西田美弥子、南伸一郎                                                   | 出口花穗、大場優子                                                               | 10月26日        |
| 第3話  | 靈魂的所在     | 豬原健太 | 森健       | 大薮恭平                                               | 出口花穗、大場優子、豬瀨愛美、青木真理子、飯飼一幸、櫻井木之實、南伸一郎                     | 出口花穗、廣瀨良雄、大場優子、豬瀨愛美、舛館俊秀                                 | 11月2日         |
| 第4話  | 敵人的名字     | 伊神貴世 | 大久保富彦 | 大久保富彦                                             | 大久保富彦、大場優子、關口雅浩、西田美弥子                                                   | 大久保富彦、出口花穗、大場優子、西田美弥子                                       | 11月9日         |
| 第5話  | 眾人同心       | 羽良俊馬 |            | 日下直義                                               | 青木真理子、飯飼一幸、鎌田均、櫻井木之實、南伸一郎                                           | 出口花穂、廣瀨良雄、大場優子、猪瀬愛美                                           | 11月16日        |
| 第6話  | 各自的正義     | 豬原健太 | 森健       | 又野弘道                                               | 朴乾河、BEEP、Revial                                                                         | 出口花穗                                                                         | 11月23日        |
| 第7話  | 自尊           | 伊神貴世 | 飯村正之   | 飯村正之                                               | 廣瀨良雄、大場優子、猪瀨愛美、關口雅浩、西田美弥子、舛舘俊秀、南伸一郎、ANI-G                | 出口花穗、廣瀨良雄、大場優子、猪瀨愛美、西田美弥子                               | 11月30日        |
| 第8話  | 掌             | 岡田邦彥 |            | 日下直義                                               | 青木真理子、飯飼一幸、櫻井木之實、南伸一郎、Fusion Studio                                    | 出口花穗、廣瀨良雄、大場優子、豬瀨愛美                                           | 12月7日         |
| 第9話  | 寶物           | 羽良俊馬 | 大久保富彥 | 大久保富彥                                             | 大久保富彥、關口雅浩、西田美弥子、鑫月、孫任義                                               | 出口花穗、大場優子                                                               | 12月14日        |
| 第10話 | 最弱的將軍     | 猪原健太 | 森健       | 大薮恭平                                               | 青木真理子、櫻井木之實、舛舘俊秀、南伸一郎、StudioMyu                                        | 出口花穂、廣瀨良雄、大場優子、猪瀨愛美、木村奈波、山田優衣、匣崎由希、柳本繪梨子 | 12月21日        |
| 第11話 | 真正的強大     | 岡田邦彥 | 森健       | 粟井重紀                                               | 飯飼一幸、關口雅浩、光之園動畫                                                               | 出口花穗、大場優子、豬瀨愛美                                                     | 12月28日        |
| 第12話 | 八顆頭         | 伊神貴世 |            | 日下直義                                               | 櫻井木之實、西田美彌子、南伸一郎                                                             | 出口花穗、廣瀨良雄、大場優子、豬瀨愛美                                           | 2025年 1月4日   |
| 第13話 | 勾勒相同的夢   | 豬原健太 | 飯村正之   | 青木真理子、櫻井木之實、南伸一郎、舛舘俊秀、光之園動畫 | 1月11日                                                                                      | 出口花穗、廣瀨良雄、大場優子、豬瀨愛美                                           |                 |
| 第14話 | 為錢奔波       | 豬原健太 | 大久保富彥 | 大久保富彥                                             | 大久保富彥、關口雅浩、西田美弥子                                                             | 出口花穗、大場優子                                                               | 1月18日         |
| 第15話 | 川流不息       | 岡田邦彦 | 松本義久   | 又野弘道                                               | 大場優子、山崎展義、廣嶋美穗、朴乾河、沙会朋                                                 | 出口花穗、大場優子、豬瀨愛美                                                     | 1月25日         |
| 第16話 | 出陣           | 伊神貴世 | 森健       | 大薮恭平                                               | 飯飼一幸、櫻井木之實、西田美弥子、南伸一郎、舛舘俊秀、光之園動畫                             | 出口花穗、廣瀨良雄、大場優子、豬瀨愛美                                           | 2月1日          |
| 第17話 | 歸宿           | 羽良俊馬 |            | 日下直義                                               | 櫻井木之實、西田美弥子、光之園動畫                                                           | 出口花穗、廣瀨良雄、大場優子、豬瀨愛美                                           | 2月8日          |
| 第18話 | 塵土之人       | 猪原健太 | 大畑晃一   | 日下直義                                               | 青木真理子、櫻井木之實、關口雅浩、南伸一郎、舛舘俊秀、米川、光之園動畫                       | 出口花穗、廣瀨良雄、大場優子、豬瀨愛美                                           | 2月15日         |
| 第19話 | 傳人           | 岡田邦彦 | 森健       | 粟井重紀、前園文夫                                     | 飯飼一幸、櫻井木之實、光之園動畫、韓承熙、山下聖美                                           | 出口花穗、廣瀨良雄、大場優子、豬瀨愛美                                           | 2月22日         |
| 第20話 | 決心已定       | 伊神貴世 | 森健       | 又野弘道                                               | 山崎展義、松本勝次、田之上慎、廣嶋美穗、朴乾河、沙会朋                                       | 廣瀨良雄、大場優子、豬瀨愛美                                                     | 3月1日          |
| 第21話 | 罪與幸         | 猪原健太 |            | 日下直義                                               | 青木真理子、櫻井木之實、關口雅浩、舛舘俊秀、南伸一郎                                         | 廣瀨良雄、大場優子、豬瀨愛美                                                     | 3月8日          |
| 第22話 | 反抗者         | 岡田邦彦 | 大久保富彦 | 大久保富彦                                             | 大久保富彦、關口雅浩、西田美弥子                                                             | 大場優子                                                                         | 3月15日         |
| 第23話 | 傳承           | 猪原健太 | 麻宮騎亞   | 前園文夫                                               | 飯飼一幸、西田美弥子、光之園動畫                                                             | 廣瀨良雄、大場優子、豬瀨愛美                                                     | 3月22日         |
| 第24話 | 青之誓言       | 猪原健太 |            | 日下直義                                               | 廣瀨良雄、大場優子、豬瀨愛美、青木真理子、櫻井木之實、關口雅浩、舛舘俊秀、南伸一郎           | 廣瀨良雄、大場優子、豬瀨愛美、舛舘俊秀                                           | 3月29日         |

### BD／DVD
| 卷數  | 發售日期      | 收錄話數      | 規格編號      | 規格編號      |
| 卷數  | 發售日期      | 收錄話數      | BD限定版      | DVD限定版     |
| 第1季 | 第1季         | 第1季         | 第1季         | 第1季         |
| ----- | ------------- | ------------- | ------------- | ------------- |
| 1     | 2025年2月26日 | 第1話—第12話  | ANZX-17271〜4 | ANZB-17271〜4 |
| 2     | 2025年6月25日 | 第13話—第24話 | ANZX-17275〜8 | ANZB-17275〜8 |

## 外部連結
- 漫畫官方網站（日語）
- 電視動畫官方網站（日語）
- 電視動畫的X（前Twitter）（日語）